# Поникве (Сежана)
Поникве (словен. Ponikve) — поселення в общині Сежана, Регіон Обално-крашка, Словенія. Висота над рівнем моря: 351,2 м.